# Frankie Goes to Hollywood
A Frankie Goes to Hollywood egy angol popegyüttes volt Liverpoolból. Az együttest 1980-ban alapították. Egyik legnagyobb sikert hozó albumuk az 1984-ben megjelent Welcome to the Pleasure Dome, amely szerepel az 1001 lemez, amit hallanod kell, mielőtt meghalsz című könyvben.

## Diszkográfia

### Stúdióalbumok
- Welcome to the Pleasure Dome (1984)
- Liverpool (1986)

### Kislemezek
- Relax (1983)
- Two Tribes (1984)
- The Power of Love (1984)
- Welcome to the Pleasuredome (1985)
- Rage Gard (1986)
- Warriors of the Wasteland (1986)
- Watching the Wildlife (1987)

## Fordítás
- Ez a szócikk részben vagy egészben  a   Frankie Goes to Hollywood című angol Wikipédia-szócikk fordításán alapul.  Az eredeti cikk szerkesztőit annak laptörténete sorolja fel. Ez a jelzés csupán a megfogalmazás eredetét és a szerzői jogokat jelzi, nem szolgál a cikkben szereplő információk forrásmegjelöléseként.